# Бербанк (Огайо)
Бербанк (англ. Burbank) — селище (англ. village) в США, в окрузі Вейн штату Огайо. Населення — 296 осіб (2020).

## Географія
Бербанк розташований за координатами 40°59′11″ пн. ш. 81°59′41″ зх. д. / 40.98639° пн. ш. 81.99472° зх. д. (40.986372, -81.994830).  За даними Бюро перепису населення США в 2010 році селище мало площу 0,90 км², уся площа — суходіл.

## Демографія
Згідно з переписом 2010 року, у селищі мешкало 207 осіб у 81 домогосподарстві у складі 59 родин. Густота населення становила 230 осіб/км².  Було 102 помешкання (113/км²).
Расовий склад населення:
| - 97,6 % — білих - 1,0 % — чорних або афроамериканців - 0,5 % — корінних американців |

До двох чи більше рас належало 1,0 %. Частка іспаномовних становила 0,5 % від усіх жителів.
За віковим діапазоном населення розподілялося таким чином: 23,7 % — особи молодші 18 років, 60,8 % — особи у віці 18—64 років, 15,5 % — особи у віці 65 років та старші. Медіана віку мешканця становила 41,1 року. На 100 осіб жіночої статі у селищі припадало 107,0 чоловіків;  на 100 жінок у віці від 18 років та старших — 97,5 чоловіків також старших 18 років.
Середній дохід на одне домашнє господарство  становив 51 213 долари США (медіана — 43 750), а середній дохід на одну сім'ю — 60 888 доларів (медіана — 55 417). За межею бідності перебувало 12,3 % осіб, у тому числі 7,1 % дітей у віці до 18 років та 2,4 % осіб у віці 65 років та старших.
Цивільне працевлаштоване населення становило 104 особи. Основні галузі зайнятості: виробництво — 19,2 %, освіта, охорона здоров'я та соціальна допомога — 18,3 %, науковці, спеціалісти, менеджери — 13,5 %, будівництво — 11,5 %.